# Tvangeste
I Tvangeste sono un gruppo musicale symphonic black metal russa fondata nel 1997.

## Storia
Originariamenti fondati nel 1995 a Kaliningrad da Michael Chirva, la band prende ufficialmente forma solo nel 1997, dando alla luce il singolo Blood Dreams.
Nel 2005 Michael e Naturelle si trasferiscono nell'Ontario in Canada, costringendo il resto della band alla rottura (attualmente infatti la band è composta soltanto da loro due).

## Formazione

### Attuali
- Michael "Miron" Chirva - voce, chitarre, arrangiamenti orchestrali
- Naturelle Chirva -  tastiere, arrangiamenti orchestrali, voce

### Precedenti
- Klaus - chitarra (1996-1997)
- Nikolay Kazmin - chitarra (1998-2005)
- Edgar - basso, voce (1996-1998)
- Vanoe Mayoroff - basso, chitarra (1998-2005)
- Max Naumoff - basso (2003-2005)
- Asmodeus - batteria (1997-1998)
- Julia - tastiere (1997-1998)
- Victoria Koulbachnaja - tastiere (1998-2005)
- OlaA - voce (2000)

## Discografia

### Demo
- 1998 - Thinking...

### Album in studio
- 2000 - Damnation Of Regiomontum
- 2003 - Firestorm

### Singoli
- 1997 - Blood Dreams